# Cathalijne Dortmans
C.J.M. (Cathalijne) Dortmans (Someren, 16 mei 1973) is een Nederlandse topambtenaar, politica en bestuurster. Ze is lid van GroenLinks.

## Opleiding en loopbaan
Dortmans ging van 1985 tot 1991 naar het St.-Willibrord Gymnasium in Deurne en studeerde van 1991 tot 1998 Engelse taal- en letterkunde aan de Katholieke Universiteit Nijmegen (KUN) (doctoraal) en van 2002 tot 2005 politicologie aan de Universiteit Leiden (bachelor). Tijdens haar studie was zij lid van de universiteitsraad van de KUN en na haar studie werkzaam voor het college van bestuur van diezelfde universiteit en liep ze stage bij Hitachi in Tokio.

## Ambtelijke loopbaan
Dortmans was van 2001 tot 2004 adviseur op het bureau van de secretaris-generaal bij het ministerie van Financiën en van 2004 tot 2008 adviseur in het kabinet van de minister-president bij het ministerie van Algemene Zaken. Van 2008 tot 2011 was zij commissiegriffier bij de Tweede Kamercommissies Landbouw, Natuur en Voedselkwaliteit en Immigratie en Asiel en van 2011 tot 2016 statengriffier bij de provincie Noord-Brabant.
Dortmans was van 2016 tot 2017 interim-manager/interim-adviseur van de Algemene Bestuursdienst (ABD) bij het ministerie van Binnenlandse Zaken en Koninkrijksrelaties. Als zodanig was zij inhoudelijk secretaris Evaluatiecommissie prestatiebekostiging hoger onderwijs bij het ministerie van Onderwijs, Cultuur en Wetenschap en lid van het managementteam van de directie Maatschappelijke Ondersteuning bij het ministerie van Volksgezondheid, Welzijn en Sport. Vanaf 15 november 2017 was zij algemeen secretaris/directeur bij de Raad voor Volksgezondheid en Samenleving.

## Wethouder van Helmond
Dortmans was namens GroenLinks van 29 mei 2018 tot 1 juli 2024 wethouder van Helmond. Ze had tot 5 juni 2022 in haar portefeuille jeugd (incl. jeugdhulp, kindvriendelijke stad en actieplan jongeren), onderwijs, gezondheid, diversiteit & inburgering, Global Goals en ze was projectwethouder Brainport Smart District en wijkwethouder van Mierlo-Hout. Vanaf 5 juni 2022 had zij in haar portefeuille jeugd, onderwijs, gezondheid, brede welvaart/ Global Goals, programma Andere Overheid, preventie, inburgering, 'Ruimte om te leven' en was zij eerste locoburgemeester en wijkwethouder van Mierlo-Hout.

## Nevenfuncties
Dortmans was als wethouder van Helmond onder andere voorzitter van de commissie Zorg, Jeugd en Onderwijs en lid van het bestuur van de Vereniging van Nederlandse Gemeenten (VNG). Ze was tot 1 januari 2024 voorzitter van de pijler Sociaal en lid van het dagelijks bestuur van de G40. Ze was lid van de spoedadviescommissie voortgang hersteloperatie toeslagen op het ministerie van Financiën. Ze werd lid van de raad van toezicht van Jeugdformaat en Hogeschool De Kempel.

## Onderscheiding
Op 29 september 2024 werd Dortmans benoemd tot Ere-MierloHoutenaar.

## Persoonlijk
Dortmans werd geboren en getogen in Someren als dochter van een varkensfokker.